# Kou Shibasaki Live Tour 2008 〜1st〜
『Kou Shibasaki Live Tour 2008 〜1st〜』（コウ シバサキ ライブ ツアー2008 ファースト）は、柴咲コウのライブビデオ。

## 収録曲
1. よくある話 〜喪服の女編〜
2. 浮雲
3. 影
4. ひと恋めぐり
5. 月のしずく
6. 漆黒、十五夜
7. strange space
8. - toi toi -
9. invitation
10. graybee
11. かたち あるもの
12. 濡れた羽根
13. regret
14. 若手クリエーター
15. KISSして
16. 小さな部屋
17. 帰り道